# Покаянные псалмы

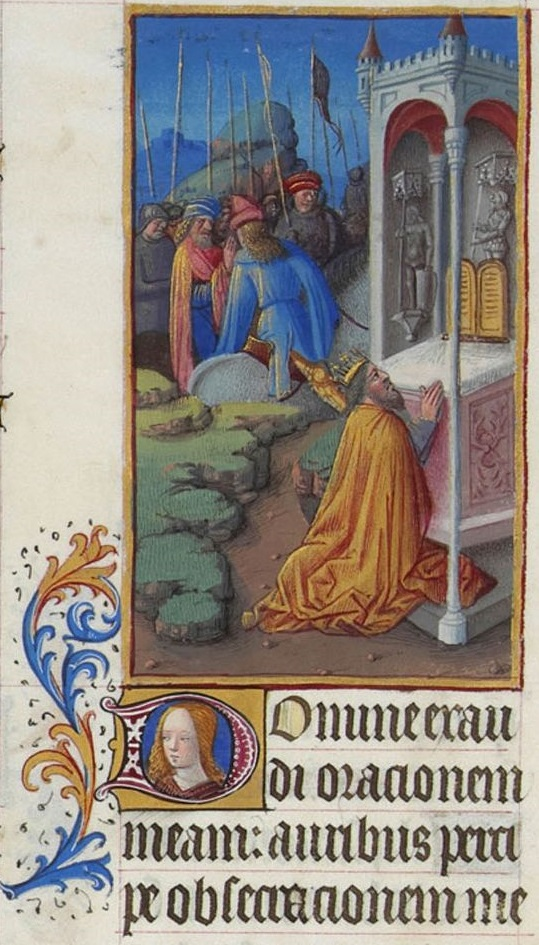
Иллюстрация к 142-му псалму в «Великолепном часослове герцога Беррийского», XV век

Покаянные псалмы (псалмы покаяния) в христианстве — семь псалмов (6, 31, 37, 50, 101, 119, 142) из книги Псалтирь. Своё название получили за выражаемые в них чувства покаянного сокрушения о грехах и желания избавления от наказания за них.
Выделены в особую группу ещё в первые века христианства (psalmi poenitentiales — у Августина). Первоначально «покаянным» назывался 50-й псалом (Miserere mei Deus), который читали в конце ежедневной утренней службы в первохристианской Церкви.
Для «покаянных» псалмов характерна напряжённость автора из-за необходимости преодоления неотвратимых трагических событий собственной жизни, а также крайняя индивидуализация переживаний. При этом терзания героя псалма описываются через «телесные» метафоры («око иссохло», «язык прилипнул к гортани», «кости потрясены»). Глубина осознания собственной греховности проявляется в тоне, ритме, образности произведения. Прошлое представляется как нечто неценное или вовсе негативное, будущее остаётся за пределами текста, но псалмопевец свидетельствует о метанойе — радикальном внутреннем перевороте.